# Bitwa pod Maxen
Bitwa pod Maxen – starcie zbrojne, które miało miejsce 21 listopada 1759 roku w czasie wojny siedmioletniej. Prusacy stracili w niej całą armię.
14-tysięczna armia pruska Friedricha Augusta von Fincka, jednego z najbardziej uzdolnionych generałów Fryderyka II, została wysłana poza austriackie linie, z zamiarem przecięcia ich linii komunikacyjnych z Czechami.
Fryderyk spodziewał się, iż austriacki feldmarszałek, Leopold von Daun, widząc zagrożenie swych linii komunikacyjnych - wycofa się. Jednak von Daun postanowił, wykorzystując swoją przewagę liczebną, wpędzić Fincka w worek między trzema znacznie silniejszymi od Prusaków armiami. 20 listopada Austriacy rozpoczęli atak zmuszając Fincka do wycofania się na silną pozycję koło Maxen. Jego odwrót został zablokowany przez armię cesarską, 21 listopada Finck był zmuszony skapitulować wraz z całą armią. Było to druzgocące zwycięstwo austriackie, jednak von Daun nie potrafił go wykorzystać.
Fink i pozostali pruscy generałowie zostali zwolnieni po złożeniu słowa honoru, a po przybyciu do Prus zostali osadzeni przez sąd wojenny pod przewodnictwem gen. Hansa von Zietena. Większość wziętych do niewoli żołnierzy zmarła na czerwonkę.